# C-pop
El C-pop es una abreviación de música popular china (chino simplificado: 中文流行音乐; chino tradicional: 中文流行音樂 ; pinyin: zhōngwén liúxíng yīnyuè). El C-pop define un género producido por artistas y grupos procedentes de China y Taiwán. Otros artistas del género son originarios de un país donde el idioma chino es de uso común, tales como Singapur y Malasia. El C-pop abarca no solo el pop chino, sino también el R&B, baladas, rock chino y hip-hop chino. Hay tres subtipos principales del C-pop: Cantopop, Mandopop y Hokkienpop.

## Historia

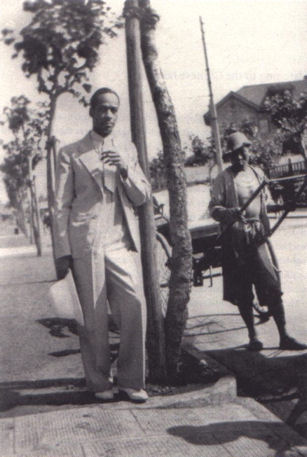
Buck Clayton, el americano que llevó las influencias del jazz a Shanghái.

El término shidaiqu (que significa «música de la época» o «música popular») se utiliza para describir toda la música contemporánea cantada en mandarín y otros dialectos chinos registrados en China de 1920 a 1952, y luego en Hong Kong hasta la década de 1960. Shanghái fue el principal centro de la industria de grabación de música popular china, y un nombre importante del período es el compositor Li Jinhui. Buck Clayton se le acredita por haber introducido la influencia del jazz estadounidense en China al ganar popularidad en la música interpretada en los cabarets, clubes nocturnos y salas de baile de las grandes ciudades en la década de 1930. Numerosas emisoras de radio reproducían el C-pop desde finales de los años 1920 a la década de 1950. Alrededor de 1927, Li Jinhui compuso «The Dirzzle» (毛毛雨) cantada por su hija Li Minghui (黎明暉) , y esta canción es generalmente considerada como la primera canción de pop chino. La música popular china se fusiona con el jazz, la melodía está en el estilo de una tradicional melodía pentatónica tradicional, pero la instrumentación es similar a la de una orquesta de jazz estadounidense. En la época de la invasión japonesa de Manchuria y la guerra civil china, la música pop fue vista como una distracción.
Luego de la segunda guerra sino-japonesa y la Segunda Guerra Mundial el C-pop se comercializó y produjo con la marca a nivel regional. El Partido Comunista de China estableció la República Popular China en 1949. Una de sus primeras acciones fue la de etiquetar el género como «Música amarilla» (el color estaba asociado con la pornografía). La industria de la música pop de Shanghái fue entonces relevada por la música pop de Hong Kong y en la década de 1970 desarrolló el cantopop. El Kuomintang, se trasladó a Taiwán, desalentando el uso del dialecto taiwanés nativo desde 1950 hasta finales de 1980. Como resultado, el mandopop se convirtió en el género musical dominante en Taiwán. En 2000 se fundó el primer portal de música C-pop en línea en Hong Kong. La empresa sobrevivió a la burbuja puntocom y ofreció descargas legales de música en línea desde febrero de 2005, respaldada por EMI, Warner Music y Sony BMG. Se dirige principalmente a los consumidores en Hong Kong y Macao: algunas canciones requieren de tarjetas de identidad para la compra.
En agosto de 2008 Norman Cheung, padre del cantante Ronald Cheng, adquirió la porción restante de EMI Music Asia cuando EMI, que había entrado en China en el siglo XX, se retiró del mercado chino. La música Typhoon hizo la compra por  HK$100 millones. En febrero de 2008, el motor de búsqueda Baidu.com de China continental fue demandado por grupos locales de la industria por promocionar la música que escuchaba, la radiodifusión y las descargas sin autorización.